# Athetis oculatissima
Athetis oculatissima là một loài bướm đêm trong họ Noctuidae.